# Jorja Fox
Jorja-An Fox (Nova Iorque, 7 de julho de 1968) é uma atriz estadunidense. A pronúncia de seu nome é "Georgia". É conhecida pela sua personagem Sara Sidle, em CSI: Crime Scene Investigation

## Biografia
Filha mais nova de dois irmãos. Nascida em Nova Iorque, foi criada em Melbourne Beach, Flórida. Após ganhar um concurso de modelos, retornou para Nova Iorque em busca de uma carreira de atriz. Jorja é muito conhecida por ser vegetariana e participar de várias ONGs de proteção aos animais.

## Realizações
O seu primeiro papel que lhe trouxe reconhecimento do público foi a Dra. Maggie Doyle, da série médica E.R., do canal norte americano NBC em 1996. Em 1999, foi escalada para o papel da Agente do Serviço Secreto Gina Toscano na série The West Wing, também do canal norte-americano NBC.

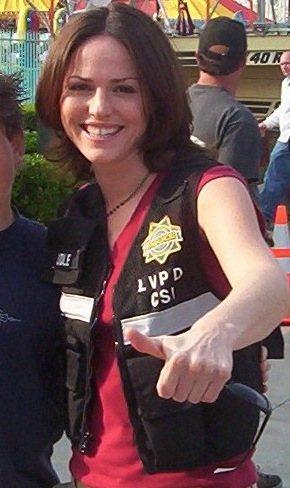
A atriz em 2004.

Fox foi escalada para o papel de uma perita criminal, Sara Sidle, na série CSI: Crime Scene Investigation, do canal norte-americano CBS, que foi cancelada na 15 temporada. Nesta série, Sara Sidle (Jorja Fox) tem um caso amoroso com Gil Grissom (William Petersen). Jorja, no entanto, saiu da série quando esta estava na oitava temporada. Fez algumas participações lá, desde então, como em 9x01 na morte de Warrick (Gary Dourdan), 9x10 na saída de Grissom da chefia do laboratório de Criminalística, e em alguns episódios da décima temporada quando retorna (já casada com Grissom) para suprir uma carência de pessoal na equipa de Catherine. Desde então Jorja Fox continua na série.
Em 2013, Jorja está produzindo uma peça off-Broadway. O musical se chama Forever Dusty e conta a história da cantora Dusty Springfield.

## Filmografia (parcial)
- The Kill-Off de 1989 (como Myra Pavlov)
- Summer Stories: The Mall de 1992 (minissérie de TV) (como Diane)
- Happy Hell Night de 1992 (como rapariga de Kappa Sig - não creditada)
- Dead Drunk de 1993 (como Maggie Glendon)
- Law & Order (como Paula Engren) (1 episódio em 1993)
- Missing Persons (série de TV de 1993 - como Connie Karadzic)
- Dead Funny de 1994 (como Fate 3)
- The Jerky Boys de 1995 (como jovem senhora de Lazarro)
- Alchemy (série de TV de 1995 - como Josie)
- Velocity Trap de 1997 (como Pallas)
- Ellen (como a Mulher Atraente) (1 episódio em 1997)
- House of Frankenstein - série de TV de 1997 (como Felicity)
- How to Make the Cruelest Month de 1998 (como Sarah Bryant)
- ER (como Dra. Maggie Doyle) (33 episódios de 1996-1999)
- Forever Fabulous de 1999 (como Liz Guild)
- The Hungry Bachelors Club de 1999 (como Delmar Youngblood)
- Memento de 2001 (como mulher de Leonard)
- The West Wing (como agente Gina Toscano) (6 episódios em 2000)
- Drop Dead Diva (como Marianne Neely) (temporada 1 Episódio 6, 2009)
- CSI: Crime Scene Investigation (série de TV de 2000-2015/como Sara Sidle)
- CSI: Vegas (série de TV de 2021/como Sara Sidle)